# دیویا دوتا
دیویا دوتا (انگلیسی: Divya Dutta؛ زادهٔ ۲۵ سپتامبر ۱۹۷۷) یک هنرپیشه اهل هند است. وی از سال ۱۹۹۴ میلادی تاکنون مشغول فعالیت بوده‌است.
از فیلم‌هایی که وی در آن نقش داشته‌است می‌توان به مرگ با شجاعت اشاره کرد.

## فیلم‌شناسی
فهرست برخی از فیلم‌هایی که دیویا دوتا در آن‌ها به ایفای نقش پرداخته‌است:
- مرگ با شجاعت
- هروئین
- ادعا
- استثنایی ۲۶
- امنیت
- شهر انتقام
- بستگان
- شاهد
- عمر و جان
- منطقه قاضی‌آباد
- آقای بزرگ آقای کوچک
- آخرین شاه‌لیر
- سارق
- بیا برقصیم
- فنی خان
- سلام عزیزم
- عشق خطرناک
- اشتباه
- باج‌گیری
- هیس
- دولت کوچک
- شاهد آتش است
- یک مالک
- جعبه استنلی
- زندگی زیباست
- وارث شاه: عشق وارث
- شهید محبت بوتا سینگ
- سبهاس چاندرا بوس
- سوروسات عروسی راجا می‌آید
- آرامش خاطر
- گچ و تخته پاک‌کن
- چهره
- اراده
- راجاجی
- جان‌سخت
- قطار به پاکستان
- ترافیک